# إيميلي برونتي
إيميلي جين برونتي (بالإنجليزية: Emily Jane Brontë) روائية بريطانية وشاعرة، وُلدت في 30 يوليو 1818، وتوفيت 19 ديسمبر 1848. تشتهر برونتي بروايتها الوحيدة مرتفعات ويذرنغ التي تُعتبر من كلاسيكيات الأدب الإنكليزي. إيميلي هي الأخت الثانية في الأخوات برونتي، حيث أنها أصغر من شارلوت وأكبر من آن. نشرت إيميلي أعمالها تحت الاسم الذكوري المستعار إيلي بيل Ellis Bell.

## سيرة الذاتية
ولدت أميلي برونتي في الثلاثين من تموز سنة 1818 في مدينة ثورنتورن في المقاطعة المسماة يوركشاير من أبوين فقيرين هما ماري برانويل والاب باترك برونتي. كانت الشقيقة الصغرى شارلوت برونتي والخامسة من ستة أطفال. في عام 1824، انتقلت العائلة إلى هاوورث، تلك المنطقة المزدهرة بمواهبهم الأدب الإنكليزي.

## شخصيتها
تبقى إميلي برونتي شخصية غامضة وتحديا لكتّاب السيرة لأن المعلومات عنها ضئيلة ومتفرقة، نظرا لطبيعتها الانفرادي وكونها منعزلة نوعا ما. كما لا يبدو عليها من النوع الذي لديه أصدقاء خارج العائلة. تبقى أختها شارلوت المصدر الرئيسي للحصول على معلومات عنها، على الرغم من أنها شقيقتها الكبرى لكنها قررت الكتابة علنا عنها بعد وقت قصير من وفاتها، شارلوت ليس شاهدا محايدا. في عام 1850، شارلوت كتبت:
كان تصرف أختي لا قطيعي بشكل طبيعي، الظروف هي التي عززت ميولها إلى العزلة، لكنها كانت تذهب إلى الكنيسة أحيانا وأحيانا تمشي على التلال، وقالت انها نادرا ما عبرت عتبة المنزل. على الرغم من أنها كانت تحمل الخير للآخرين، إلا أنها لم تكن تختلط معهم.

## التعليم
كانت برونتي تبلغ من العمر ثلاثة سنوات عندما وافى الاجل والدتها المريضة. بينما ارسلت الأخوات الأكبر سنا مارياواليزابيث وشارلوت إلى مدرسة للبنات حيث عانين من سوء معاملة وجوع وحرمان ظهر ذلك جليا في كتاب شارلوت جين أير. التحقت اميلي في المدرسة بعد فترة قصيرة من ذلك. وبعد أن اجتاج مرض تيفوس المدرسة اصيبت كلا الاخوات ماريا واليزابيث بالمرض ذاته حيث ارسلوا إلى البيت وتبين فعلا انهم مصابين بمرض السل الرئوي حيث توفيت ماريا هناك. ونتيجة لذلك ابعدت برونتي عن المدرسة خوفا من انتشار وتفشي العدوى. توفيت اليزابيث بعد فترة قصيرة من وفاة اختها الأكبر ماريا.
وبقيت برونتي وثلاثة من اخواتها واخيها باتريك برانويل حبيسين المنزل حيث تلقوا التعليم على يد عمتهم اليزابيث برانويل. وفي اوقات الفراغ كانت الاخوات يستمتعن بخلق الروايات واستيحائها من عالم الدمى والالعاب التي كانو يلهون بها، والتي ظهرت في القصص اللاتي كتبن فيما بعد عن الجنود الدوق ولينغتون وأبنائه، وتشارلز وليسلي آرثر آرثر ويلزلي.

## مرتفعات ويذرينغ
نشرت رواية مرتفعات ويذرنغ لأول مرة سنة 1847 في مجلدين من ثلاثة مجلدات واعتبرت فيما بعد من روائع الأدب الإنكليزي الكلاسيكي، وعلى الرغم أنها تلقت أراء مختلفة عند صدورها ألا أنها غالبا ما كانت تدان لوصفها حالة الشغف والحب اللا أخلاقي والانتقام من الحبيب. وفي عام 1850 نشرت اختها شالروت الرواية كاملة وبأعتبارها من مؤلفات اميلي برونتي. ومن المفارق بألامر أن أميلي اختارت ليموت ابطال الرواية بسبب مرض السٌل ونفس المرض الذي كان السبب ليقضي على جميع افراد اسرة اميلي برونتي.

## الوفاة
توفيت اميلي برونتي بأصابتها بمرض السٌل كباقي افراد العائلة ويرجح البعض ألا الظروف الصحية السيئة في المنزل، وكذلك مياه الاستخدام المنزلي الملوثة التي تصب فيها مياه القادمة من الفناء الخلفي لمقبرة الكنيسة. تمرضت في أثناء مراسيم دفن اخيها في شهر سبتمبر من عام 1848 حيث اخذت صحتها بالتدهور شيئا فشيء كما رفضت أخذ العقاقير والوصفات الطبية قائلة «أنها لاتريد سموم الطبيب» حتى وافاها الاجل في التاسع عشر من شهر سبتمبر من عام 1848 في الساعة الثانية بعد الظهر. ودفنت في كنيسة القديس رئيس الملائكة ميخائيل حيث يرقد جثمانها هناك في مدينة هاورث في الغرب من مقاطعة يوركشاير.

## روابط خارجية
- إيميلي برونتي على موقع IMDb (الإنجليزية)
- إيميلي برونتي على موقع ميتاكريتيك (الإنجليزية)
- إيميلي برونتي على موقع الموسوعة البريطانية (الإنجليزية)
- إيميلي برونتي على موقع قاعدة بيانات الأفلام العربية
- إيميلي برونتي على موقع ألو سيني (الفرنسية)
- إيميلي برونتي على موقع ميوزك برينز (الإنجليزية)
- إيميلي برونتي على موقع تيرنر كلاسيك موفيز (الإنجليزية)
- إيميلي برونتي على موقع قاعدة بيانات برودواي على الإنترنت (الإنجليزية)
- إيميلي برونتي على موقع قاعدة بيانات الأفلام السويدية (السويدية)
- إيميلي برونتي على موقع إن إن دي بي (الإنجليزية)